# Графітний олівець

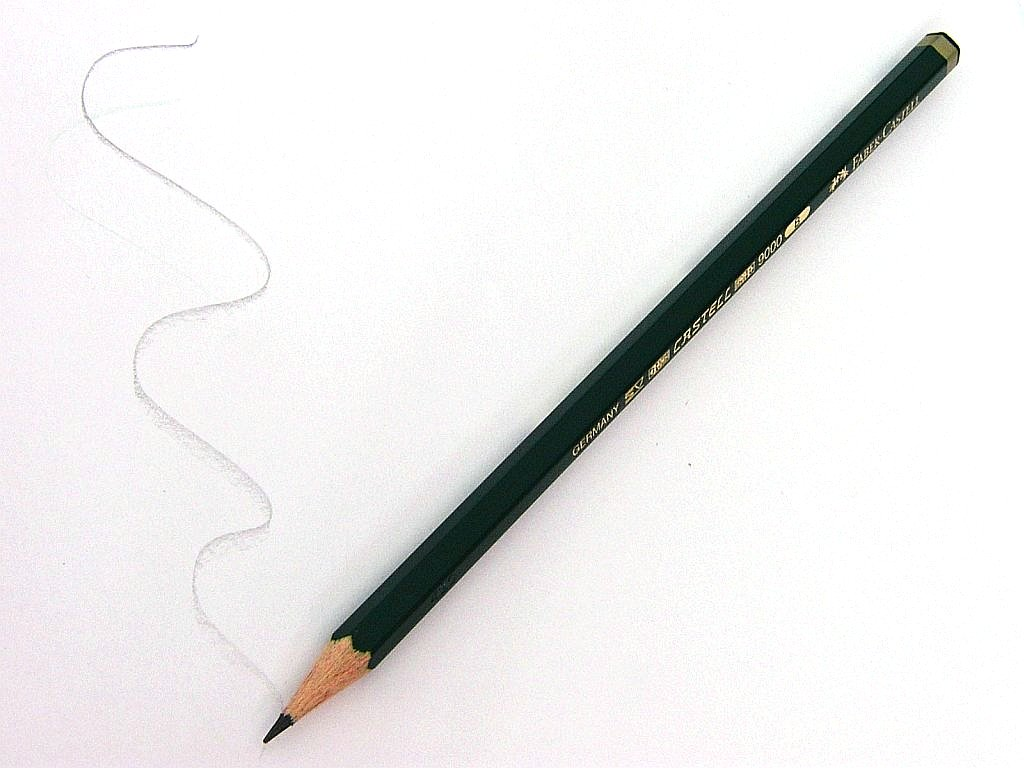
Простий олівець.

Про́сти́й або графі́тний (чорнографі́тний) оліве́ць — інструмент для письма, малювання чи креслення, у якому тонка пи́сна графітна серцевина вкладена в оболонку з іншого матеріалу. Оболонка в олівцях найчастіше дерев'яна, але може бути з пластику або з переробленого паперу. Головна умова для матеріалу оболонки — він повинен легко застругуватися у побутових умовах.
Простий олівець — екологічно чистий інструмент для письма, портативний, написане ним за потреби може бути стерто майже безслідно, функціонує в тропічну спеку й арктичний холод, причому написане не втрачає кольору ні з часом, ні від сонячного проміння. У літературі інколи можна зустріти, що одного графітного олівця вистачає на лінію завдовжки 56 км або щоб написати 45 тис. слів. Втім, немає ніде підтвердження, що цей факт хтось перевірив на практиці
.

## Історія
Перші письмові інструменти, схожі на сучасні олівці, з'явилися у XI столітті. Це були палички зі свинцю та срібла із загостреними кінцями. Вони досить швидко зношувалися, коштували дорого й були доступні лише заможним людям. Найбільшого поширення такі палички набули в Німеччині, де рисувальне мистецтво зародилося й розвивалося швидше, ніж в інших країнах.

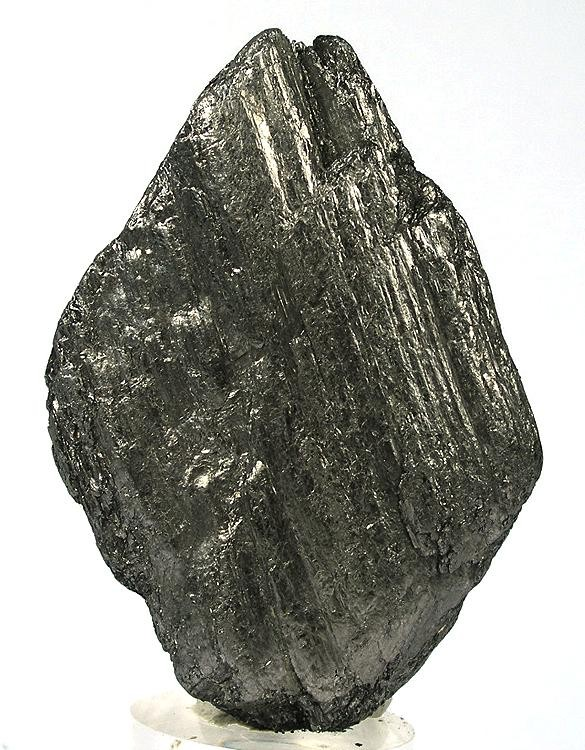
Шматок графіту.

Послідовність операцій при виготовленні олівця. Верхній ряд — старовинний метод, з використанням шматка графіту. Нижній ряд — сучасна технологія з використанням випаленої суміші графіту й глини

Перші олівці в теперішньому розумінні з'явилися в Англії наприкінці XVI століття. У горах Камберленду поблизу Кесвіка 1564 року пастух під корінням поваленого бурею дуба знайшов чорне каміння. Спочатку він подумав, що це вугілля, але воно не горіло, зате добре згодилося для мічення овець. Користь від знахідки відразу ж оцінили і цей рудник був привласнений урядом. Чорне каміння в поштових каретах під охороною вивозили до Лондона. Матеріал визнали корисним навіть у медицині, але головним його застосуванням стало виробництво форм для відливання гарматних ядер. Довгий час чорний камінь називали «вод» (англ. wad — «купка каміння») і навіть донедавна такою ж була місцева назва графітних олівців, а рудник, де добувався графіт, і донині називається «Вод Майн» (англ. Wad Mine).
У першій половині XVIII століття поширилася контрабанда графіту, тому 1752 року Парламент Сполученого Королівства видав указ, за яким крадіжка та придбання краденого графіту вважалися злочином і каралися каторжними роботами або вивезенням у колонії. Рудник був настільки багатий, що 6 тижнів видобутку вистачало на річну потребу графіту. У перерві між роботами рудник інколи затоплювали, щоб запобігти розкраданню чорного каменю. Проте в 1833 році рудник майже вичерпався і, після кількох спроб відновлення, його остаточно закрили 1890 року. За аналогією зі свинцевими паличками, якими тоді писали, знахідку вважали різновидом свинцю. Камберленд був першим і до кінця XVIII століття єдиним родовищем, де промислово (хоча й дуже примітивно) добувався графіт та виготовлялися олівці. Завдяки монополії на виробництво графітних стрижнів та олівців Англія могла підтримувати дуже високі ціни на них.
Перший опис олівця — шматка Камберлендського графіту вставленого в порожнину на кінці дерев'яної палички — опубліковано 1565 року Конрадом Геснером із Цюриха. Довгий час такі олівці називали «олівцями Геснера». Подібним користувався Вільям Шекспір. Але у графітових стрижнів було два головні недоліки — вони бруднили пальці й легко ламалися.
Вкладати графіт у дерев'яну оболонку придумали пізніше італійці. Шматки графіту, розпилені на прямокутні палички, вставляли в дерев'яні, металеві або керамічні оболонки і використовували для письма та рисування. Згодом мандрівні ремісники принесли технологію виготовлення олівців Геснера до Німеччини й до околиць Нюрнберга, де з 60-х років XVII століття ремісники почали їх виготовляти з місцевих матеріалів. 1761 року Каспар Фабер розробив метод, у якому мелений графіт змішувався зі смолою, сіркою та сурмою. У результаті утворювалася густа паста, придатна для формування під тиском міцніших та однакових стрижнів. Такі стрижні були значно гірші, ніж чистий імпортний графіт, але все ж ними можна було писати. Однак графіт і далі вважали різновидом свинцю.

## Етимологія
Лише 1779 року шведський хімік Карл Шеєле довів, що камберлітові палички містять не свинець, а вуглець. Назву цьому матеріалу дав німецький мінералог А. Вернер — der Graphit (від дав.-гр. γράφω — «записую, пишу»). Але помилка в назві вже прижилася в побуті. В англійській мові «графіт» має синонім plumbago, що дослівно означає «такий, як свинець». Слово pencil («олівець») в англійській мові походить від давньофр. pincel, яке у свою чергу пішло від penicillus, яким називався тоненький пензлик для письма, виготовлений із шерсті верблюда (цікаво, що від нього через німецьке посередництво походить і «пензель»).
Німецьке слово Bleistift (дослівно — свинцева паличка) перекладається як «олівець». І японські ієрогліфи 鉛筆 «ен» і пітсу, що разом позначають олівець, дослівно значать «свинцевий пензель». В українській мові слово «олівець» походить від слова «олово», яким колись називали свинець (аналогічне походження має і пол. ołówek, біл. аловак). Олов'яними (по-нинішньому — свинцевими) паличками колись писали на папері. У російській мові слово карандаш походить від тюрк. *karadaš — «чорний камінь»: пор. тур. karataš — «чорний сланець».

## Сучасний олівець
Революційним для олівцевої індустрії став винахід, зроблений французом Ніколя Жаком Конте 1795 року. Франція на той час була економічно ізольована від Німеччини та Англії, тому олівці з Камберленду, до яких французи вже звикли, до країни більше не надходили. Конте після року експериментів придумав змішувати порошок графіту з глиною й водою. Отриману пасту він втирав у канавки, вирізані в дереві. Коли суміш у канавках висихала, отримані стрижні виймали й обпікали в керамічних футлярах, а потім вкладали в канавки у дерев'яних паличках і заливали клеєм.
Через три роки подібну технологію повторив австрієць Йозеф Гардтмут. Гардтмут був власником невеликого керамічного заводу й для маркування своїх виробів використовував англійські олівці, оскільки лише графіт витримував високу температуру гончарних печей. Для зменшення витрат на дуже дорогі олівці з Німеччини та Англії, Гардтмут експериментальним шляхом винайшов метод виготовлення графітних стрижнів із суміші очищеного графітного порошку й глини тонкого помелу. З вологої суміші у спеціальних канавках формувалися стрижні, потім вони висушувалися й спікалися в гончарних печах. Утворені палички оброблялися жиром або олією. Їхня твердість залежала від співвідношення часток графіту та глини. Це були перші у світі графітні стрижні з контрольованою твердістю. Виробництво їх виявилося настільки вигідним, що фірма Гардтмута згодом повністю переробила керамічні цехи на нову продукцію. Тепер уже неможливо напевно сказати, чи Гардтмут самотужки повторив винахід Конте, чи якось про нього дізнався, але еволюція олівця зробила різкий стрибок уперед.
Один із наступників Гардтмута — інженер-механік Карл Гардтмут комплексно механізував процес виробництва олівців, створив фірмовий колір — жовтий, розширив діапазон твердості стрижнів. Він назвав фірму та її олівці Koh-i-Noor Hardtmuth — Гора Світла — за назвою найбільшого у світі жовтого діаманта Кохінур з Індії. Олівці Koh-i-Noor 1500 стали першими пофарбованими олівцями у світі. До того часу олівці не фарбували, щоб покупці бачили, що деревина не має дефектів. Гардтмут не без підстав вважав, що сама назва його компанії є гарантією якості товару. Колір та назва були вибрані з огляду на попит тогочасного ринку й моду на товари з загадкової та романтичної Азії, оскільки в ті часи графіт найвищої якості видобували на Далекому Сході, у горах поблизу Іркутська.
1847 року мисливці випадково натрапили на шматки графіту на одній з річок поблизу Іркутська. Місцевий чиновник відправив його до Петербурга, де спеціалісти мінералогічної лабораторії зробили висновок, що це графіт високої якості. Той же чиновник — С. Черепанов — отримав у власність графітне родовище, місце якого ще не було встановлено. Через рік Черепанов продав незнайдене родовище французу Жану-П'єру Аліберу (1820—1905 роки). Лише через кілька років пошуків, піднявшись на 400 км вгору по течії ріки аж до кордону з Китаєм, тому вдалося знайти дуже багаті поклади високоякісного графіту. Перші роки Жан-П'єр власноручно сортував графіт і відправляв його в Європу — спочатку на в'ючних тваринах до гавані, далі водним шляхом до Європи. Високу якість іркутського графіту визнали навіть англійці та французи. 1856 року права на родовище викупила німецька фірма Фабер-Кастель
.

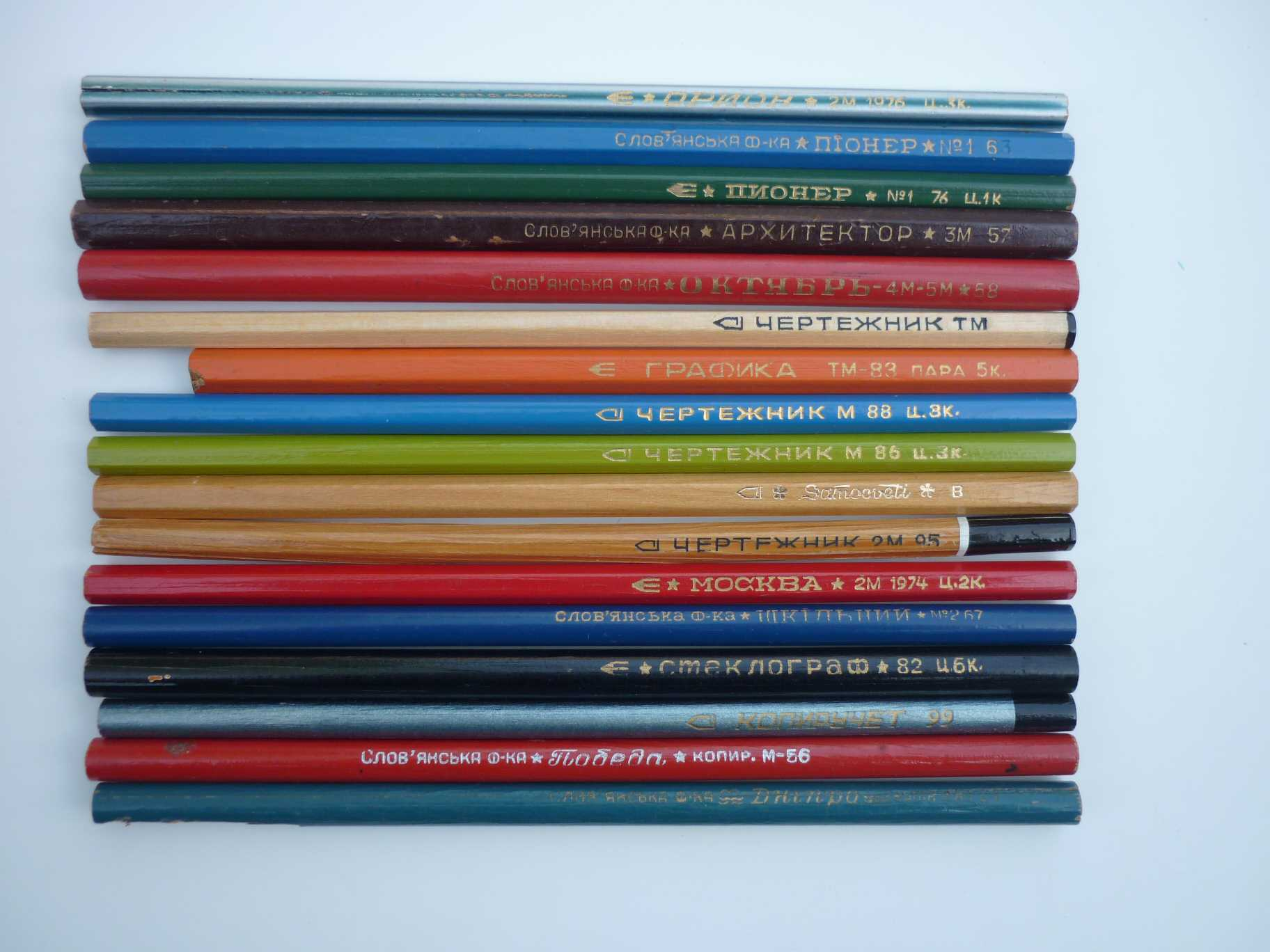
Прості олівці Слов'янської фабрики різних років випуску. Три останні олівці — копіювальні.

Насправді в олівцях Koh-i-Noor ніколи не використовувався російський графіт, він експортувався лише в Баварію на фабрику олівців А. В. Фабера. Натомість висока якість олівців Koh-i-Noor була зумовлена використанням графіту з Цейлону й деревини каліфорнійського кедра.
Так склалося, що з того часу жовтий колір став звичним для графітних олівців — нині майже 75 % всіх олівців у США мають саме такий колір.
Попит на олівці завжди був великим, особливо у XIX ст. Центром їх виробництва в Європі тоді вважався Нюрнберг, у його околицях було приблизно 25 фабрик із річним випуском понад 250 млн олівців. Серед них — Штедтлер, Шван-Стабіло, Ліра та ін.
Найбільша компанія — фабрика Фабер-Кастель, заснована Каспаром Фабером у 1761 році, налічувала 1000 працівників. Його внук Лотар фон Фабер 1839 року значно вдосконалив процес виробництва олівців — механізував процеси обробки деревини з використанням спочатку водяних млинів, а згодом — парової машини, і, при відмінній якості, його олівці були найдешевшими. Він впровадив шестикутний поперечник олівця, його геометричні розміри й стандарти твердості, які були згодом прийняті іншими виробниками. Якісними були не лише олівці, але й етикетки, коробки та каталогів олівців. З 1849 року фірма Фабера заснувала філії у столицях багатьох розвинених країн. На початку в усіх філіях фірми використовували графітові стрижні, привезені з Німеччини. Зараз ця фірма (з 1898 року — Faber-Castell) випускає щорічно понад 1,8 млрд дерев'яних олівців. Найбільш знамениті олівці цієї фірми — креслярські набори серії 9000, дизайн якої протягом 100 років майже не змінювався.
У Росії перша олівцева фабрика з'явилася 1842 року. Згодом понад два десятки фабрик відкривалися й закривалися в різних губерніях Росії. До 1914 року залишилося чотири великі фабрики в головних містах губерній — Москві, Ризі, Варшаві й Вільні. На території теперішньої України олівці тоді не вироблялися.
Фабрика Станіслава Маєвського в передмісті Варшави була однією з найпродуктивніших і технологічно передових на той час, але з початком першої світової війни все обладнання вивезли до Слов'янська, де через рік почали виробляти 2—2,5 тисячі олівців щоденно. Сировина й хімікати завозилися з Польщі, а деревину робили з кедра Карпатських лісів.
Після революції 1917 року виробництво зупинилося, Маєвський повернувся до Польщі наново створювати свою фабрику, а обладнання, залишене в Україні, було націоналізовано. 1924 року фабрика знову запрацювала як Слов'янська фабрика олівців — перша й одна з найбільших фабрик олівців у Радянському Союзі. Найбільш відомі бренди цієї фабрики — «Конструктор», «Графика», «Чертежник». До 1985 року логотип фабрики мав вигляд загостреного шестигранного олівця . Після 1985 року логотип змінено на зображення скріпки
. Після здобуття Україною незалежності майже всі складники для виготовлення олівців стали імпортними, навіть деревину отримували з Томської фабрики в Росії. Ринок збуту теж був втрачений і 2003 року фабрика закрилася.
У Росії зараз є лише два заводи, що виробляють прості олівці — Сибірська фабрика олівців і фабрика олівців імені Красіна.

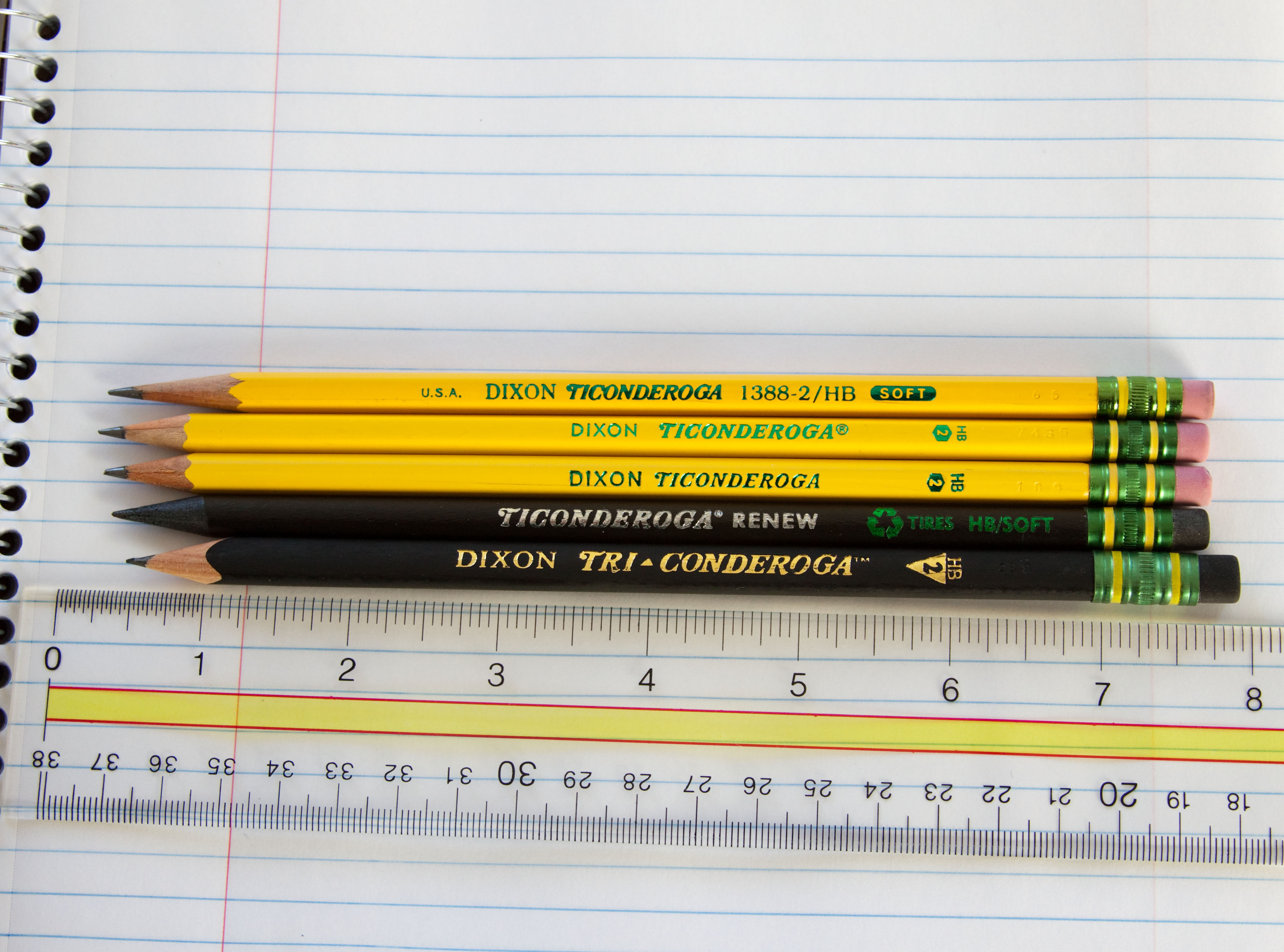
Олівці вироблені Dixon Ticonderoga Company.

У США після здобуття незалежності, коли припинився прямий імпорт олівців з Англії, спробували виготовляти їх з місцевих матеріалів, використовуючи відкрите родовище графіту в Нью-Гемпширі. Перші американські олівці в дерев'яних оболонках зробив Вільям Манро 1812 року. Писний стрижень він виготовляв із сухої суміші графітного порошку й клею, не обпалюючи її в печі. Між 1820 та 1850 роками виникло багато таких примітивних майстерень поблизу Бостона, проте їм було дуже далеко до європейських олівців, у яких застосовувалося обпікання. Лише після громадянської війни в Америці почалося освоєння прогресивних технологій виготовлення олівців. Цьому сприяло також введення високого мита на їхній імпорт із Європи.
Для олівців традиційно використовувався віргінський ялівець, який легко оброблявся й мав приємний аромат. Проте на початку XX століття його запаси настільки скоротилися, що до діла пішли навіть паркани й старі будівлі з ялівцю. Дійшло до того, що було заборонено використання механічних і електричних точилок, оскільки вони робили багато відходів з олівця. Згодом почали використовувати каліфорнійський кедр, але його деревину трохи просочували фарбами й ароматизували, щоб вона нагадувала традиційний ялівець.
До 1770 року для стирання нарисованих графітних ліній використовувалися хлібні крихти, і лише потім було винайдено гумку. На олівці гумка вперше з'явилася 1858 року. Навіть зараз архітектори інколи використовують сухий хліб для стирання ліній.
Найбільшим виробником олівців в Америці й одним з найбільших у світі є компанія Діксон Тікондерога. 1999 року компанія перевела все виробництво в інші країни, тобто, традиційні американські олівці вже більше не є «made in USA».
У Швейцарії є фірма Каран-д'Аш, що виробляє олівці. Назву свою вона отримала від псевдоніма французького художника, карикатуриста та дизайнера Емануеля Пуаре — Каран д'Аш. Свій псевдонім він узяв від російського слова «карандаш». Олівці цієї фірми вважаються одними з найдорожчих і в Україні трапляються дуже рідко.

## Виробництво
За останні 120 років технологія виробництва майже не змінилася. Удосконалювалися лише стандарти й механізми для виготовлення стрижнів і дерев'яних дощечок. Основні складники при виготовленні стрижнів — очищений графітовий порошок та каолін. Твердість залежить від співвідношення їх часток. Чим більше графіту — тим м'якший стрижень. Найтвердіший олівець містить приблизно 20 % графіту, найм'якший — до 90 %. Пропорція 1:1 приблизно відповідає твердості 3Н.
Послідовність операцій з виготовлення графітових стрижнів:
- Суміш графіту та глини перемелюють у кульових млинах, потім додають воду й залишають змочуватися три дні.
- Далі воду випресовують і суміш просушують. Спресований порошок подрібнюють і знову додають воду до утворення пастоподібної маси.
- Мокру суміш цих тонко перемелених складових частин за допомогою екструдера видавлюють під високим тиском із тонких отворів, висушують при 160° і спікають при температурі 1200 °C.
- Отримані стрижні для гладкості рисування просочують гарячим жиром або олією.

У прискореному методі виготовлення стрижнів вони не обпікаються, а сильно спресовуються з доданням зв'язувальних речовин. Це значно прискорює і здешевлює процес виготовлення грифелів, проте якість виробу нижча. Така технологія набула поширення в Китаї. Провідні виробники олівців у Європі подібні «експрес-стрижні» не використовують, натомість фабрики в Росії широко імпортують дешевий матеріал із Китаю.

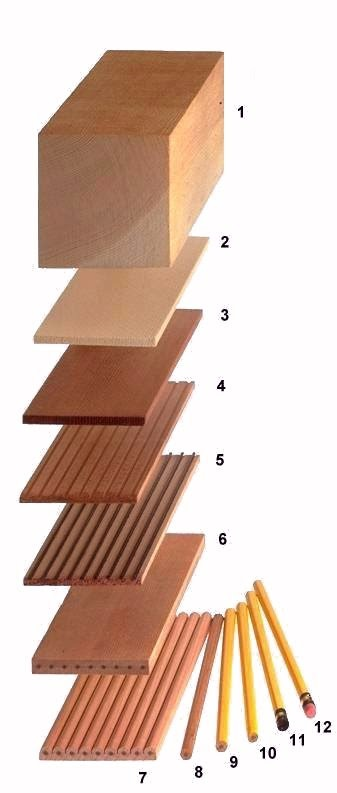
Стадії виробництва олівця.

Процес виготовлення олівців можна розділити на такі етапи.
- Спочатку на деревообробних заводах висушені колоди розрізають на бруси квадратного перерізу розміром приблизно 15х15 см, а їх у свою чергу  — на окремі бруски трохи більшої довжини, ніж майбутній олівець.
- Дуже тонкі циркулярні пилки розділяють бруски на дощечки, які перебирають і відсортовують. З одного бруска виходить 10 пластинок. Відбраковані дощечки йдуть на виготовлення коротших або тонших олівців.
- В автоклавах дощечки ваксують і обробляють морилкою для забарвлення деревини. Одночасно з дерева виводяться смоли[32]. Після остаточної перевірки їх відправляють на фабрики олівців.
- На фабриках у дощечках вирізають канавки, у які вкладають графітні стрижні. Другу дощечку з прорізаними канавками приклеюють до першої, утворений «сендвіч» витримують під тиском доки не висохне клей. Самі стрижні до дощечок не приклеюють, оскільки просочені клеєм стрижні змінять свої властивості — твердість і насиченість лінії. Насправді канавки на дощечках дещо меншого розміру, ніж діаметри стрижнів, і стрижні впресовують у них[34].
- Далі «сендвічі» обрізають до потрібної довжини (зазвичай 7 дюймів або 178 мм) і розрізають на окремі олівці різних поперечних форм — гексагональні, круглі, трикутні, або ж у вигляді сердечка. Олівці з видимими дефектами — сколювання деревини, грифель не по центру — відразу відбраковують. З однієї пари дощечок виходить від шести до дев'яти гексагональних олівців.
- Далі олівці фарбують і лакують. На звичайні побутові олівці наносять три шари фарби і два шари лаку[32]. На якісних олівцях кількість шарів лаку може сягати 7 й більше. На олівець наносять маркування чи інші надписи. Дешеві олівці просто підписують фарбою, трохи дорожчі — витискують і зафарбовують текст, а на дорогих — надпис роблять з металевої фольги, яка витискується на поверхню олівця.
- За потреби на кінець олівця одягається декоративна гільза або гільза для гумки. Зазвичай гільза притискається до олівця гострими штирями, які її продавлюють. На дорогих олівцях декоративні гільзи приклеюють.
- Деякі олівці загострюються відразу на фабриці. Олівці, що неперервно рухаються в конвеєрі, притискають до наждачної стрічки, яка швидко обертається на барабані.

Повний цикл від нарізання брусків до готового олівця триває приблизно 16 днів. Якщо виробництво графітових стрижнів практично безвідходне, то деревина використовується лише на 20—30 %, решта йде у відходи. Найкращим деревом для виробництва олівців є каліфорнійський кедр, який швидко росте, а його деревина легко обробляється. Інші види кедра ростуть значно повільніше й не є промисловими. З одного стовбура кедра можна виготовити 172 тис. олівців. У багатьох країнах, імпортуючи графіт чи графітні стрижні, намагаються все ж використати місцеву деревину — сосну, липу, вільху, дієру (у Південно-Східній Азії).
Найкращим графітом для стрижнів вважається цейлонський. Саме його використовують в олівцях KOH-I-NOOR серії 1500. Відомі своєю якістю, крім іркутського, також графіти з Мадагаскару та Мексики.
До якісних олівців висувають такі вимоги:
- олівець має бути ударостійким, не ламатися при заточуванні (це стосується й грифеля, і корпусу);
- грифель має міцно утримуватися в дерев'яних оболонках і витримувати зусилля до 2 кг на витягування.
- грифель не повинен дряпати папір;
- слід, залишений чорнографітним олівцем, має бути чітким незалежно від ступеня твердості, не повинен бліднути й втрачати густоту зафарбування на сонці, а також легко стиратися гумкою;
- професійний олівець або олівець для креслення в усіх відомих виробників має класичний вигляд — шестигранний, ребра дещо заокруглені, строгий колір, без візерунків і сторонніх написів, якісно витиснена назва фірми, модель олівця і його твердість у мнемонічному коді (за шкалою «Т-ТМ-М», або «H-HB-F-B»). На професійних (креслярських) олівцях ніколи не кріплять гумки. Ціни на такі олівці значно вищі, ніж на шкільні чи канцелярські. Відомі виробники випускають спеціально оформлені коробки з наборами креслярських олівців для представницьких подарунків.

## Різновиди
Прості олівці за цільовим призначенням поділяють на шкільні, канцелярські, креслярські, рисувальні, сувенірні, рекламно-представницькі. Цей поділ досить умовний, оскільки графітні олівці є універсальним письмовим інструментом.

### Механічний
Майже 2/3 матеріалу, який складає простий олівець, іде у відходи при його заточуванні. Це наштовхнуло американця Алонсо Таунсенда Кроса на створення в 1869 металевого олівця. Його винахід вплинув на розвиток цілої групи товарів, що широко використовуються нині. Найпростішою конструкцією є механічний олівець із грифелем 2 мм, де стрижень утримується металевими затисками (цанга, звідки він дістав назву «цанговий олівець»). При натисканні кнопки на кінці олівця цанга звільняє стрижень і його можна висунути на потрібну довжину.
Сучасні механічні олівці досконаліші, їхні стрижні мають різну фіксовану товщину лінії (0,3 мм, 0,5 мм, 0,7 мм, 0,9 мм, 1 мм) і їх не потрібно заточувати. При кожному натисканні кнопки відбувається автоматична подача невеликої ділянки грифеля.

### Столярний
Окрему групу графітних олівців становлять столярні. Від креслярських вони різняться принаймні двома ознаками — формою, яка не дозволяє їм скочуватися з похилої поверхні (найчастіше вони пласкі, овальні або товсті шестигранні), та міцністю графітного стрижня, що повинен рисувати при значному зусиллі та на різних поверхнях.

### Копіювальний
Копіювальні олівці (побутова назва хімічні олівці) у своєму складі містять анілінові добавки (25—50 %), які дають фіолетовий («хімічний») колір при контакті з водою або спиртом. З'явилися вони в другій половині ХІХ століття й особливої популярності набули під час першої світової війни, коли офіцери англійської армії використовували їх у польових умовах. Таким олівцем можна було писати документи під копірку. Звичайна ручка давала стійкий надпис, але не могла продавити кілька листків паперу для створення копії. Графітним олівцем можна було продавити листи, але основний екземпляр — оригінал — легко стирався гумкою. Якщо ж документ, написаний копіювальним олівцем, трохи зволожити, то анілінові барвники просочують папір й утворюється чорнильний текст. Такі олівці часто продавали відразу із захисним металевим ковпачком.
Копіювальні олівці також дозволяли робити дзеркальні копії написаного. Для цього папір із текстом, написаним таким олівцем, трохи змочували й притискали до нього чистий аркуш іншого паперу, який отримував дзеркальний відбиток. Він служив, зазвичай, архівною копією оригінального документа. З настанням епохи кулькових ручок цей олівець втратив популярність. Втім, в Італії його використання ще вимагається при підрахунку голосів на виборах чи референдумах. Деякі фірми продовжують виробляти копіювальні олівці в невеликих обсягах.

### Стенографічний
Стенографічні олівці призначені для тривалого й швидкого письма — стенографії. До них висувають підвищені вимоги щодо надійності та якості. Стрижень має бути досить м'яким, щоб утворювати чіткий чорний колір ліній різної товщини, але водночас і міцним, щоб не кришитися й не ламатися при письмі. Стенографіст не повинен відволікатися на застругування, тому зачищена графітна частина там набагато довша, ніж, наприклад, це потрібно для креслення, і стрижень має бути особливо міцним. Дерев'яна оболонка має бути круглою й легко застругуватися вручну ножем чи скальпелем. Механічні стругачки для таких олівців не використовуються. Інколи такі олівці застругують відразу з двох кінців. Загальноприйняті позначення — «Стенографія» або «Steno». Шкала твердості обмежена, найчастіше це HB, B i 2B. Оскільки вони використовуються в офіційних заходах і на високих рівнях управління, то оформлення їх стримане й строге — без реклами, візерунків, гумки на кінці. Найбільш «авторитетний» олівець такого типу — «Castell Steno 9008».

### «Гольф»
Олівці для гольфу — зазвичай короткі (3,5 дюйма, або 9 см) дуже дешеві олівці, які на початку використовувалися для записів під час гри. В Європі та Америці вони часто викладаються в коробках для безплатного використання у школах, бібліотеках, супермаркетах (як, наприклад, олівець IKEA). Твердість — НВ/№ 2.

### Графітні стрижні
Графітні стрижні теж називаються олівцями, хоча насправді є лише стрижнями з графіту високої якості, круглими, прямокутними або шестигранними, вкритими чорним або прозорим лаком. Використовуються здебільшого художниками та дизайнерами. Для креслень і письма не призначені.

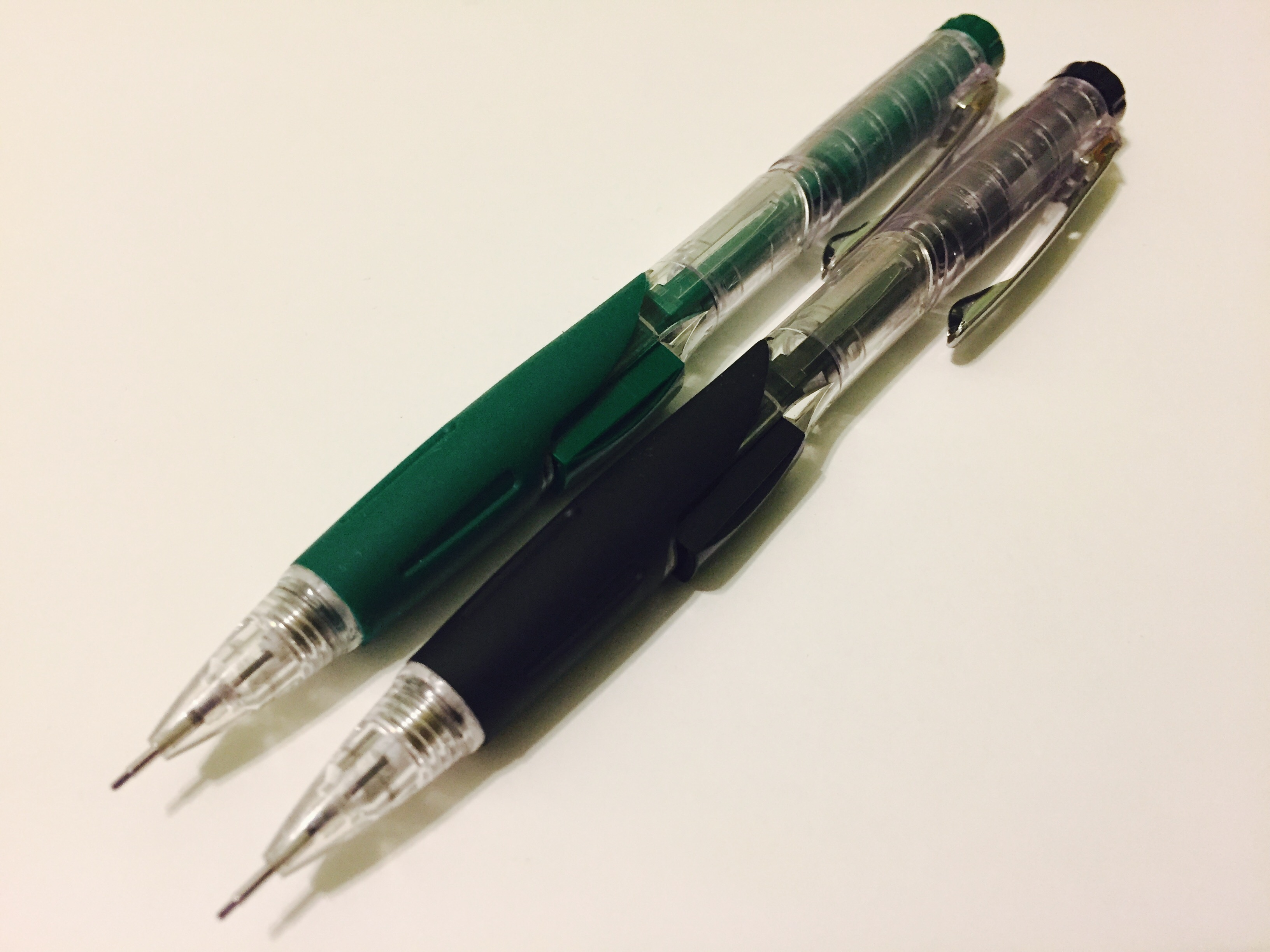
Механічні олівці
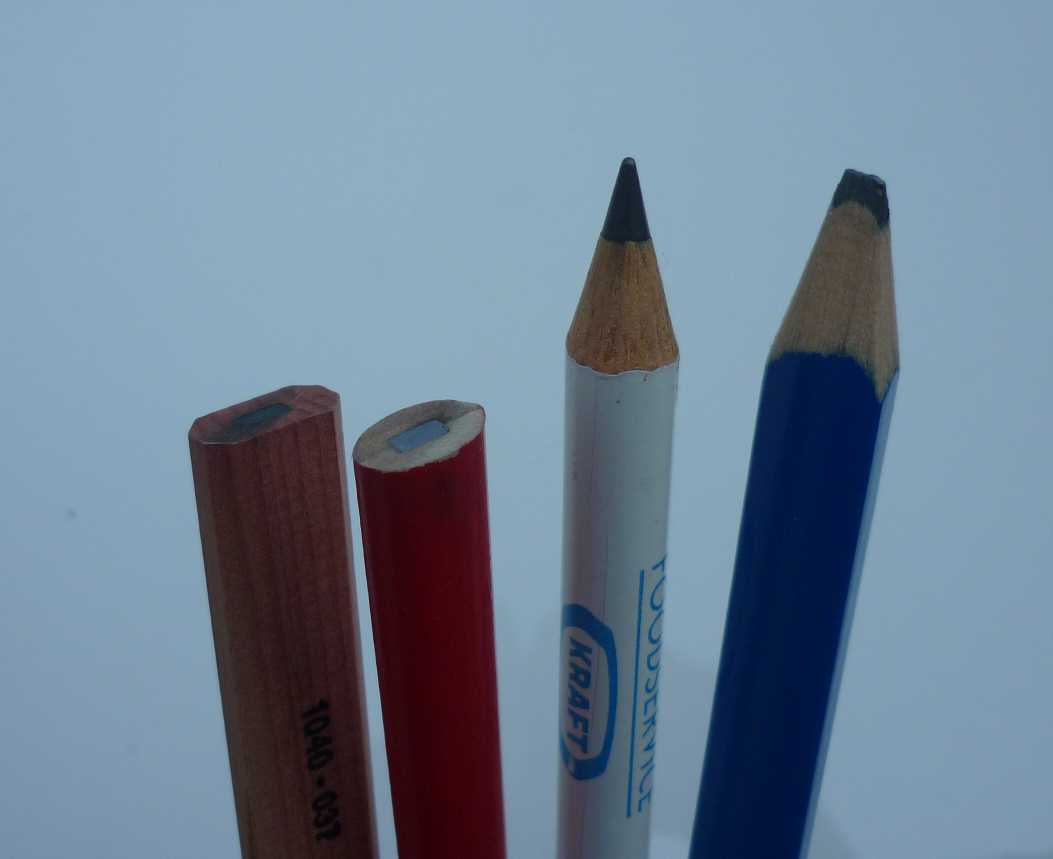
Столярні олівці
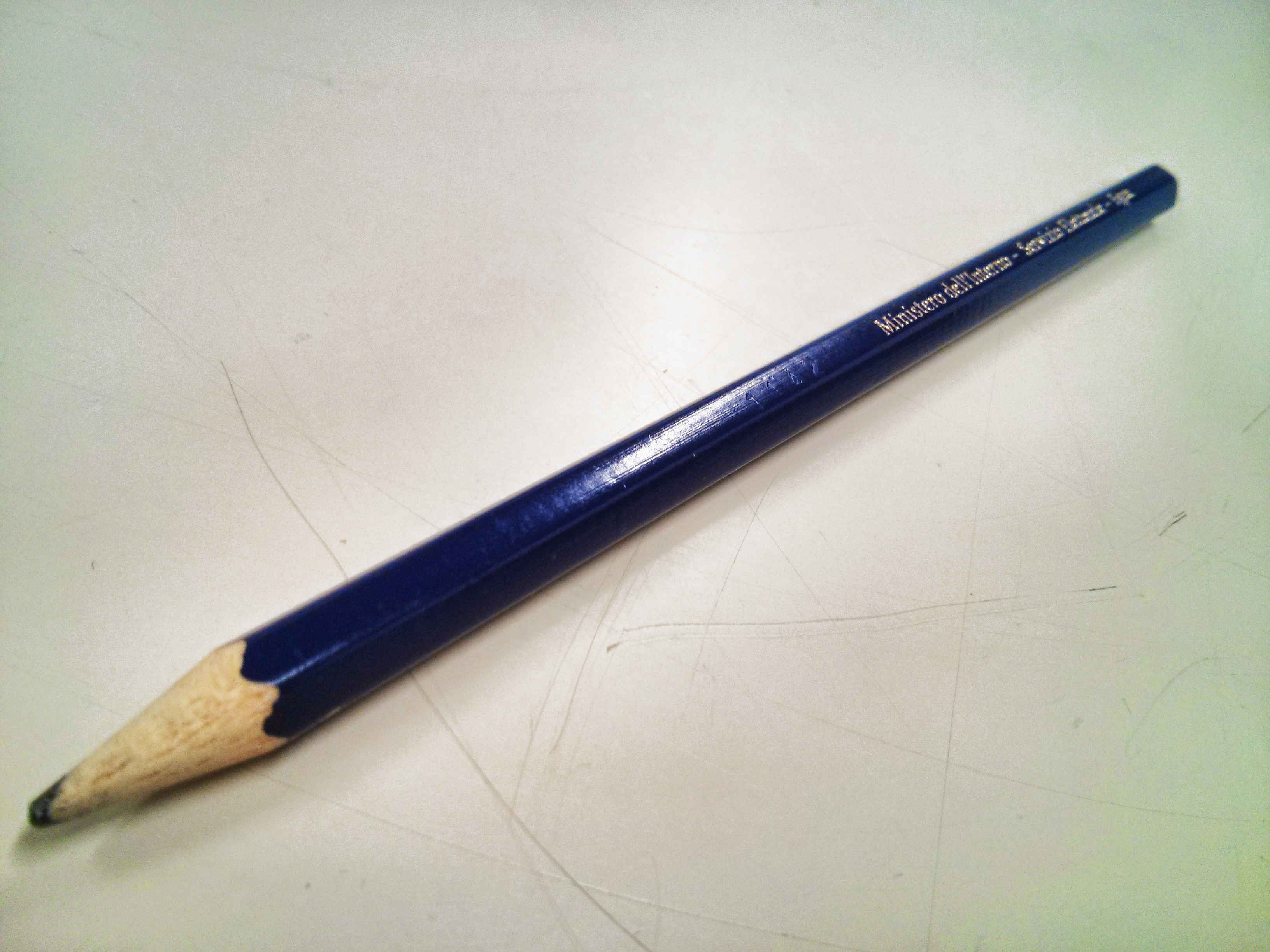
Копіювальний олівець, що використовується в Італії при реєстрації голосувань
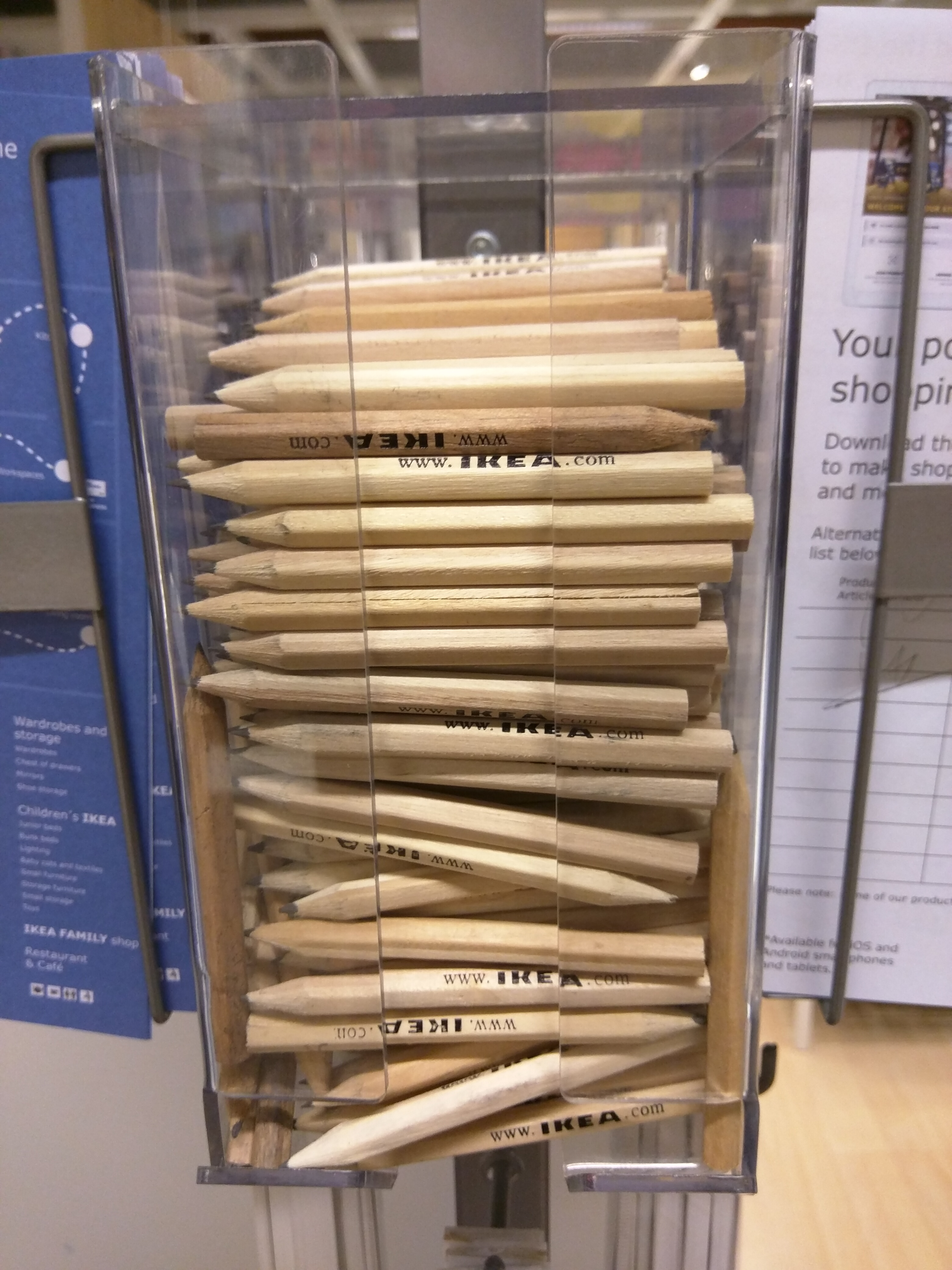
Олівці серії «гольф» у магазині IKEA
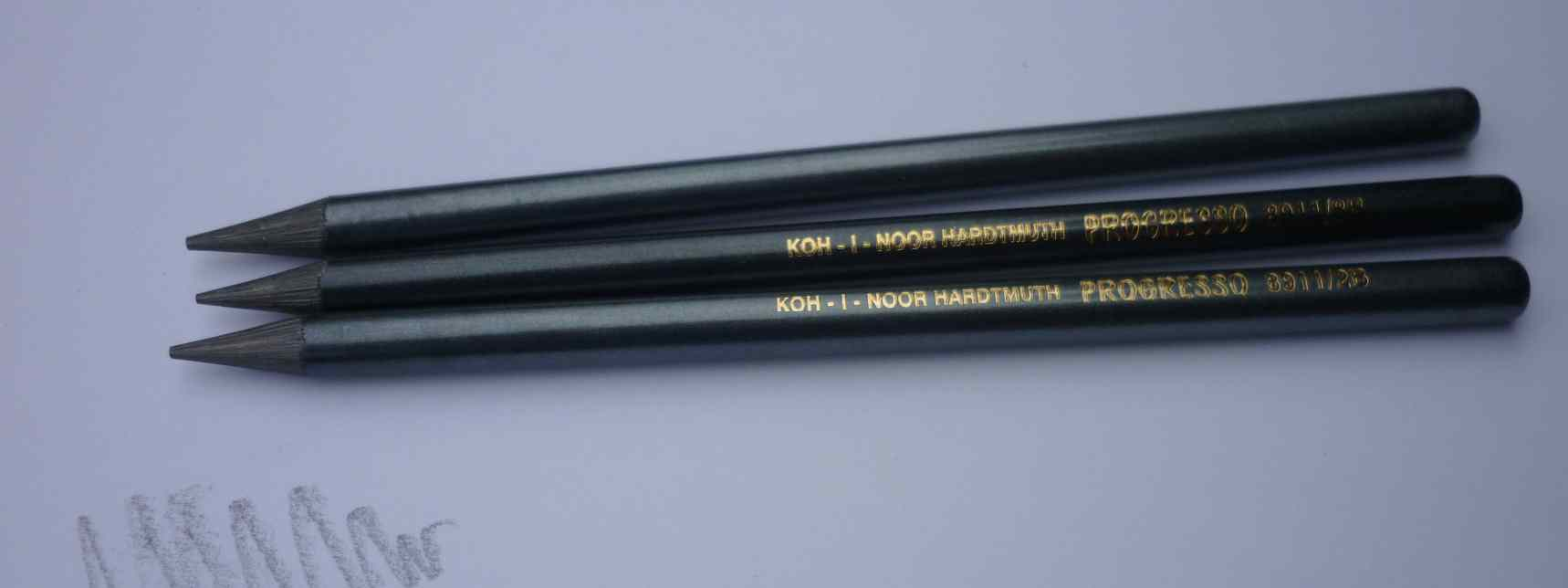
Графітні стрижні Progresso компанії Koh-I-Noor Hardtmuth

## Шкала твердості
Позначки твердості олівців були запроваджені спочатку в Англії. Для твердих стрижнів застосовували літеру «Н» (англ. hard — твердий), для м'яких — «В» (англ. black — чорний, чим більше графіту, тим чорніший і м'якший стрижень), причому ці літери часто комбінували разом. Така система була не зовсім логічною, оскільки протилежною позначкою до «Н» мала би бути позначка «S» (англ. soft — м'який). У результаті цього зустрічалися такі позначки, як «ННВВВ», що означало «дуже твердий і одночасно дуже-дуже чорний» олівець. Траплялися й більш екзотичні позначки: B++, VVS (англ. very, very soft — дуже-дуже м'який), VVVH (англ. very, very, very hard — дуже-дуже-дуже твердий). Теперішній олівець 8В мав такі позначення: VVVH або EX-EXB, або EEB, або ж EE.
Згодом виробники спростили систему позначень і в XX столітті прийшли до літерно-цифрового (мнемонічного) коду — 2Н, 3В. Окремий символ «F» був введений для останнього у ряду твердості олівця, грифель якого ще можна заточити «нагостро» — до точки (англ. fine).
Сучасна шкала твердості олівців має 23 ступені й охоплює діапазон 10В…В, ВНВ, НВ, F, Н…10Н. Українська (а також російська) шкала твердості аналогічна міжнародній, тільки літерні позначення інші: Н=Т, В=М, НВ=ТМ, F=ВНВ-СТ. У США для позначення твердості шкільних та офісних олівців використовується числова шкала від 1 до 4. Інколи для уникнення патентних обмежень на вироби американські олівці твердості 21/2 мають інше позначення: 24/8, 2.5, 25/10. Нині приблизно 80 % олівців, що виробляються у світі, належать до класу НВ.
Лише дві компанії випускають найтвердіші серійні олівці 10Н — «KOH-I-NOOR Hardtmuth» серія 1500 і Uni Mitsubishi, серія Hi-Uni. І лише остання компанія випускає найм'якший олівець — 10В. Індекс ВНВ буває лише в олівцях серії 1500 компанії «KOH-I-NOOR Hardtmuth»). Такий індекс твердості ніде більше не трапляється.
Слід зазначити, що твердість олівців з однаковими позначками в різних виробників може відрізнятися. Єдиного міжнародного стандарту твердості олівців не існує. Загалом європейські олівці класу НВ трохи твердіші за такі ж японські і трохи м'якші за американські. Навіть нині в загальноприйнятій системі маркування олівців деякі виробники відзначаються оригінальністю. Наприклад, відома голландська фірма Браінзіл олівці Н і В маркує як 1Н і 1В.
Твердість графітових стрижнів контролюють і перевіряють на спеціальних пластинках, виготовлених зі сплавів свинцю, олова, сурми й міді в різних пропорціях. Для визначення твердості графітного стрижня загостреним олівцем з найбільшим натиском проводять лінії на кожній еталонній пластині по черзі — від найм'якшої до найтвердішої. Перша пластина, що не матиме заглибленого сліду від грифеля, вважається рівною за твердістю до цього олівця.
Набір олівців різної твердості використовується для стандартного визначення твердості плівок, наприклад, фарби чи лаку.

## Застругування олівців

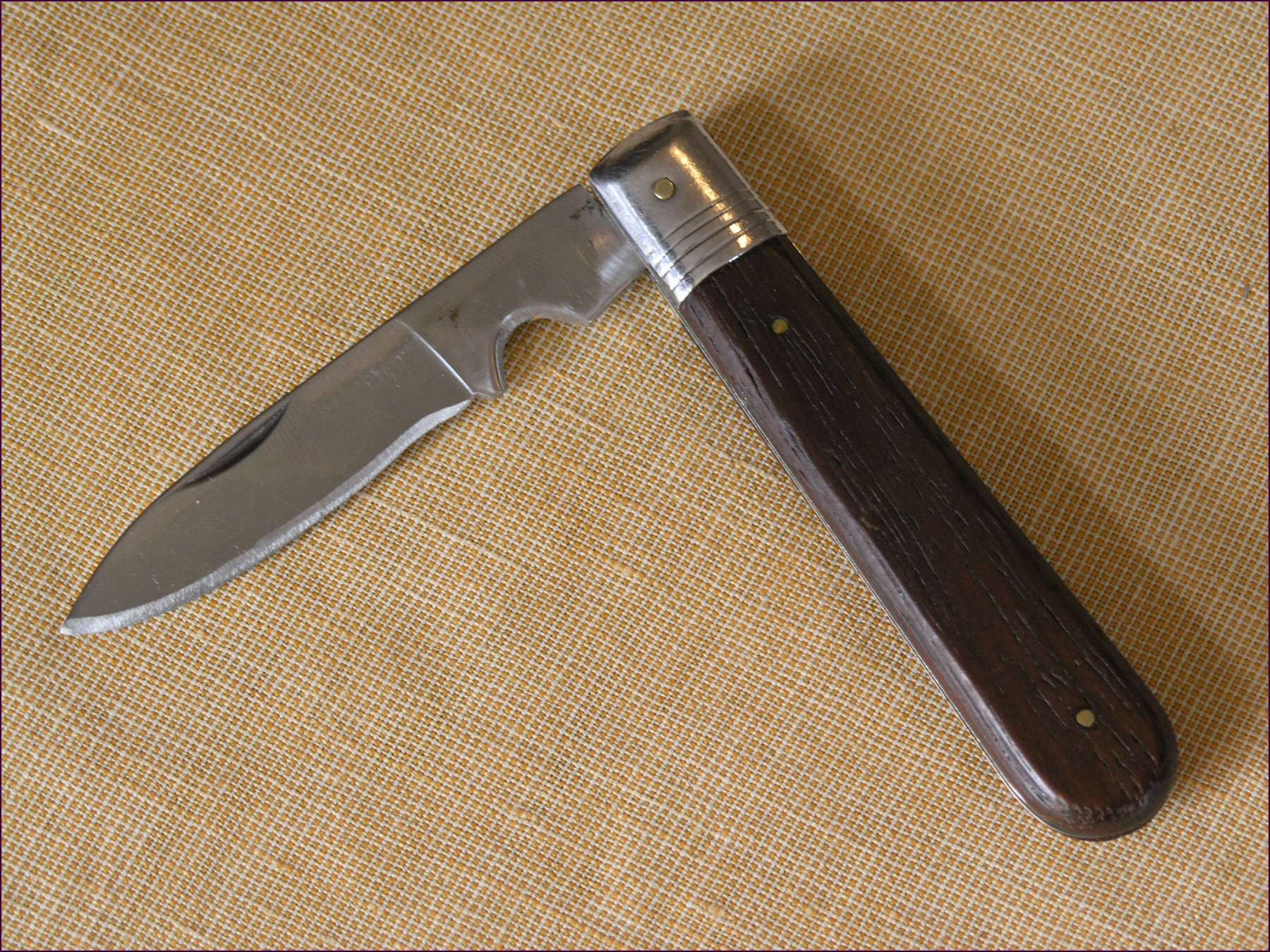
Склада́ний ніж

Застругування олівців не завжди вважалося простою справою. У XVII столітті у школах вчителі часто були й майстрами, які застругували олівці для учнів. Учні по черзі підходили до вчителя і, поки той заточував їхній олівець, відповідали завчений урок. Школярі, які змогли опанувати цю науку, згодом допомагали майстрові.
До середини XX століття незамінним додатком до олівця був склада́ний ніж з одним лезом.
Тривалий час велися суперечки — як краще тримати ніж та олівець у руках. Одні переконували, що застругувати потрібно від себе — щоб руки залишалися чистими. Інші навпаки, наполягали, що олівець має бути повернений до себе, але тоді бруднилися пальці. Інші суперечки були навколо способу загострювання стрижня — ножем чи стиранням стрижня об папір або шорсткувату поверхню.
У 1891 році Діксон запропонував стругачку, схожу на теперішню, з конічним отвором, у який потрібно вставити олівець і прокрутити його кілька разів. Ідея виявилася настільки досконала, що практично без змін використовується й сьогодні.
Згодом десятки патентів були видані на різні види механізмів, як ручних, так і електричних. Найбільшу й найточнішу машину для застругування олівців зробила у 1950-х роках американська компанія Eagle Pencil Company (тепер Berol). Їхня машина важила дві тонни й могла заточити кінчик олівця до одної тисячної дюйма, тобто до 0,025 мм.
Проте до сьогодні багато креслярів та архітекторів віддають перевагу складаному ножу або скальпелю. Одна з настанов детально пояснює цю процедуру:
|  | Щоб правильно підстругати олівець, склада́ний ніж використовуйте лише для зрізання дерева. Залишайте приблизно 3/8 дюйма оголеного графітового стрижня і скошуйте дерево приблизно на один дюйм. Для загострювання стрижня використовуйте тонкий наждачний папір або наждачне полотно. Олівець повинен бути настільки гострим, щоб міг проколоти палець. |

Для проведення ліній різної товщини, але олівцем цієї ж твердості, інколи креслярі застругували їх одночасно з двох кінців з різною товщиною кінчика.
Ілюстратор Девід Ріс написав книгу «Як застругувати олівці: практичний і теоретичний трактат про ручне застругування олівців». У ній на 218 сторінках жартівливим і водночас науково-популярним стилем описано процес підготовки олівця до використання. Наприклад, наведено фізичні вправи для рук та пальців, які необхідно виконати, перед тим як узятися за олівець.
Сьогодні є десятки різних видів стругачок, які полегшують застругування олівця, роблять його розвагою, або технічно досконалим процесом.

## Олівець у культурі
Простота олівця та його незамінність у сучасному побуті зробили цей винахід частиною культури суспільства. Йому присвячені художні твори, як, наприклад, оповідання Івана Франка «Олівець», оповідання «Цейлонський графіт» Василя Гроссмана, невеличка поема Карла Сендберга «Олівці». Знамениті письменники — Ернест Хемінгуей, Джон Стейнбек віддавали перевагу олівцю і, поки застругували його кишеньковим ножем, обмірковували наступні фрази своїх творів.
Олівцю ставили пам'ятники, а оскільки він надто малий для монументів у натуральну величину, то інколи робили їх велетенськими. Найбільший у світі олівець виготовила група волонтерів у Нью-Йорку 2007 року. Важить він майже 8,2 тонни, а його довжина становить приблизно 23,2 м. Після виготовлення олівець подарували музею міста Сент-Луїс у штаті Міссурі. Рекорд занесено до книги рекордів Гіннеса. Минулий рекорд належав олівцю, виготовленому 2002 року в Малайзії фірмою «Faber-Castell». Його довжина становить приблизно 19,5 м. Зберігається він у спеціальній вертикальній захисній скляній конструкції поряд із центральним офісом фірми в Куала-Лумпур.
Потрапив олівець і до одної з легенд про космічні олівці. Нібито НАСА витратило тисячі доларів на розробку ручки, що може писати в стані невагомості, але врешті-решт американці дійшли до того, чим від початку користувалися радянські космонавти — до олівця. Жодних документальних підтверджень цього немає, але ця історія досить популярна. Вона може вважатися однією з радянських патріотичних «міських легенд». Насправді радянські космонавти користувалися восковими олівцями.
Олівці є також предметом колекціонування. Найбільш відоме товариство — «Американське товариство колекціонерів олівців» (англ. American Pencil Collectors Society). При символічному членському внеску 10 доларів (18 — для іноземців) товариство кожних два роки проводить збори одночасно з виставкою та ярмарком олівців.
Бувають олівці для шульг, і досить багато — приблизно 5 %. Надписи на таких олівцях орієнтовані від кінця олівця до середини. У решті вони не відрізняються від решти олівців.
Саме для пакування олівців застосовується міра рахунку грос — 12 дюжин, тобто 144 штуки. Готові олівці складаються у спеціальні ящики по 10 грос (1440 штук).
У деяких канцелярських магазинах (наприклад, Staples) можна купити коробку з одним гросом олівців або половиною гросу (72 штуки).

### Виноски
1. ↑  Американська компанія Мірадо (англ. Mirado) у 1930-х використовувала рекламне гасло «30 миль за 5 центів» (англ. «thirty miles for a nickel»), тобто, що олівцем ціною 5 центів можна провести лінію довжиною 30 миль[1]
2. ↑  В американського письменника О. Генрі є оповідання «Withches’ Loaves»[27],
в якому йдеться про чоловіка, котрий щодня купував у магазині лише вчорашній черствий хліб. Гадаючи, що він бідує, жінка-продавець одного разу непомітно поклала йому до хліба масло. Виявилося, що цей чоловік був архітектором і черствий хліб йому слугував для стирання ліній з креслень. А масло в хлібі повністю зруйнувало його багатомісячну роботу на конкурс.
3. ↑  У стенографії різні букви, схожі за звучанням, часто пишуться одним символом, але різною товщиною ліній, наприклад це стосується літер д і т.
4. ↑  Чеська компанія KOH-I-NOOR Hardtmuth натомість стверджує, що саме вона впровадила букви Н і В для позначання твердості олівців. Позначка Н була взята від першої букви Hardtmuth, а В — від назви містечка Чеські Будейовиці (чеськ. České Budějovice), де розташовані фабрики фірми[49].